# Dendryphantes nidicolioides
Dendryphantes nidicolioides är en spindelart som beskrevs av Gábor von Kolosváry 1934. Dendryphantes nidicolioides ingår i släktet Dendryphantes och familjen hoppspindlar. Inga underarter finns listade i Catalogue of Life.